# Benny Tai

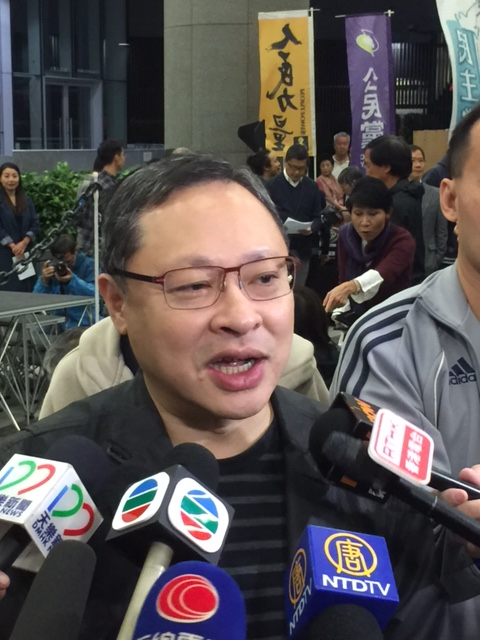
Benny Tai (April 2018)

Benny Tai Yiu-ting (chinesisch 戴耀廷, Pinyin Dài Yàotíng, Jyutping Daai3 Jiu4ting4, kantonesisch Tai Yiu-ting; * 1964 in Hongkong) ist ein chinesischer Rechtswissenschaftler und Demokratieaktivist aus Hongkong. Er war Professor für Rechtswissenschaften an der Universität Hongkong und gilt als einer der führenden Köpfe der prodemokratischen Bewegung, insbesondere der Regenschirmbewegung von 2014 und der Proteste von 2019. Aufgrund seiner politischen Aktivitäten wurde er mehrfach festgenommen, verurteilt und schließlich aus seiner Position an der Universität entlassen.

## Leben
Tai wurde in Hongkong geboren und besuchte die Diocesan Boys’ School, ein Jungengymnasium, das christlich-liberale Werte vermittelt. Er ist praktizierender Christ und bezeichnet sich selbst als „Teilzeittheologe“. Zu seinen Vorbildern zählt er den US-Bürgerrechtler Martin Luther King. Tai studierte Rechtswissenschaften an der Universität Hongkong und erwarb einen Masterabschluss an der London School of Economics.
Nach seinem Studium kehrte Tai nach Hongkong zurück und begann seine akademische Laufbahn an der Universität Hongkong, wo er Professor für Rechtswissenschaften wurde. Er war für seine friedliche und besonnene Art bekannt und empfing Medienvertreter häufig in seinem mit Büchern und einer Gitarre ausgestatteten Büro.
Benny Tai ist Vater dreier Kinder.

## Wirken
Im Jahr 2013 gründete Tai gemeinsam mit Chan Kin-man und Chu Yiu-ming die Bewegung Occupy Central with Love and Peace, die später zur Regenschirmbewegung von 2014 führte. Die Proteste wurden durch die Entscheidung Chinas ausgelöst, direkte Wahlen in Hongkong nur mit von Peking vorab genehmigten Kandidaten zuzulassen. Die Demonstranten forderten freie und faire Wahlen und legten Teile Hongkongs für über 70 Tage lahm.
Tai spielte eine Schlüsselrolle bei der Organisation der Proteste und setzte sich für gewaltfreien zivilen Ungehorsam ein. Die Bewegung wurde nach den Regenschirmen benannt, welche die Demonstranten zum Schutz vor Pfefferspray der Polizei verwendeten.
Im Jahr 2019 war Tai erneut an Protesten beteiligt und half bei der Organisation von Vorwahlen der Opposition im Jahr 2020, um Kandidaten für die verschobenen Wahlen zum Legislativrat zu bestimmen. Die Behörden warfen ihm einen versuchten Sturz der Regierung vor, und er wurde im Rahmen des Nationalen Sicherheitsgesetzes festgenommen.
Im April 2019 wurde Tai wegen „Anstiftung und Verschwörung zur Störung der öffentlichen Ordnung“ zu 16 Monaten Haft verurteilt. Im August desselben Jahres wurde er gegen Kaution freigelassen, um auf seine Berufung zu warten. Im Juli 2020 wurde er von der Universität Hongkong entlassen, trotz der Empfehlung des Senats, ihn nicht zu entlassen. Tai bezeichnete seine Entlassung als politisch motiviert und als das „Ende der akademischen Freiheit in Hongkong“.
Im Januar 2021 wurde Tai mit über 50 anderen prodemokratischen Aktivisten im Rahmen des Nationalen Sicherheitsgesetzes unter dem Vorwurf eines versuchten Sturzes der Regierung festgenommen. Im November 2024 wurde er zu einer zehnjährigen Freiheitsstrafe verurteilt.
Die Entlassung Tais und seine Verhaftungen wurden international kritisiert und als Beleg für die zunehmende Einschränkung der Freiheiten in Hongkong angesehen. Die Hongkonger Regierung und das Verbindungsbüro Pekings in Hongkong bezeichneten ihn als „böse“ und als „Hardcore-Unruhestifter“.